# Église Notre-Dame-Joie-des-Affligés de Saint-Pétersbourg
 (octobre 2024).
Pour les articles homonymes, voir Église Notre-Dame.
L'église Notre-Dame-Joie-des-Affligés est une église orthodoxe située à Saint-Pétersbourg. Détruite par les autorités soviétiques en 1933, elle a été reconstruite et restaurée en 2017-2021.

## Histoire
L'église a reçu son nom en l'honneur de l'icône de la Mère de Dieu « Joie à tous ceux qui pleurent » - une copie vénérée conservée dans la chapelle Tikhvine.

### Construction
La construction de l'église a été initiée par le clergé et les paroissiens de l'église des saints Boris et Gleb. Pour la construction, ils ont réussi à collecter 41 000 roubles. Les marchands ont fourni gratuitement les matériaux de construction et les cloches pour l'église, et un total de 167 000 roubles ont été collectés pour la construction. L'empereur Alexandre III, après avoir visité la Chapelle des Douleurs, fit personnellement don d'un terrain sur le site.
La première pierre a été posée le 12 juin 1894. La construction fut achevée le 2 août 1898. Le projet est dû aux architectes Alexander von Hohen et Alexander Ivanov, qui ont choisi un style néo-russe, et l'artiste Sergei Sadikov a peint les murs. À gauche de l'autel se trouvait une chapelle au nom du prophète Élie et de Saint-Nicolas. Une particularité du temple était les croix de verre installées sur ses dômes en 1896.

#### Chapelle Tikhvine

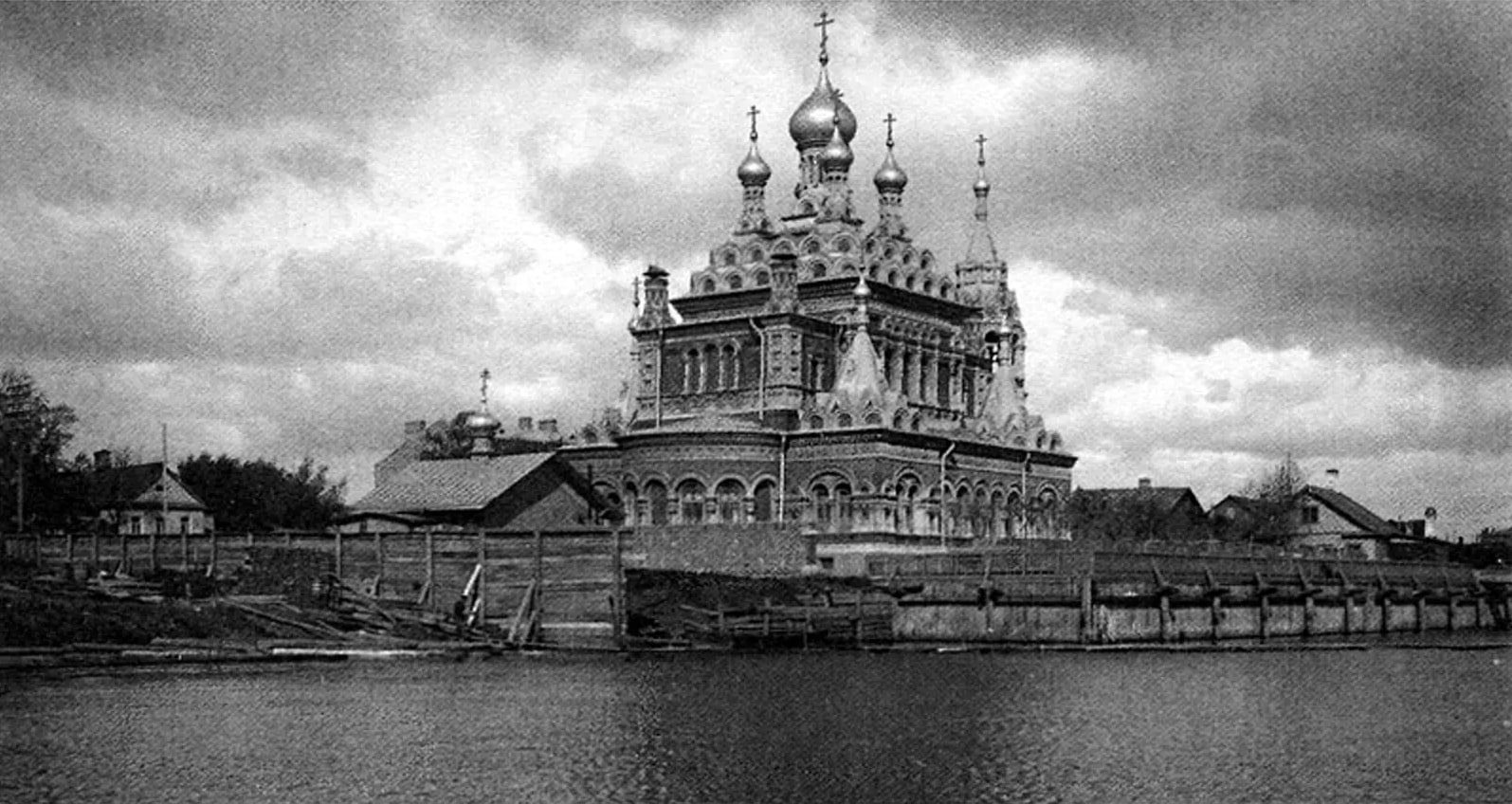

La chapelle Tikhvine en bois a été construite à la fin du XVIIIe siècle à l'emplacement où a été trouvée la copie de l'icône Tikhvine de la Mère de Dieu. Initialement, elle fut attribuée à l'église Boris et Gleb, mais après la construction de l'église des Douleurs, elle lui fut attribuée en 1898. L'icône miraculeuse de la « Joie de tous les affligés » était conservée dans la chapelle de Tikhvine et, pendant la liturgie, elle était transférée dans l'église nouvellement construite.
La chapelle en briques conçue par Alexander von Gauguin, qui a survécu jusqu'à ce jour, a été fondée le 11 juin 1907 et était initialement conçue pour 600 personnes. Au moment de sa construction, elle était la plus grande de Russie. Le nouveau bâtiment de la Chapelle des Douleurs a été consacré le 20 décembre 1909 par l'évêque Nikandr (Phenomenov) de Narva.
En 1900-1904, en face de l'église, une maison pour le clergé a été construite, et en 1912, un hospice pour personnes âgées et un refuge pour infirmes. À la fin du XIXe siècle, quatre prêtres et un diacre servaient dans l'église. La nonne Skhima Maria (Matrone de Saint-Pétersbourg), connue sous le nom de Matronushka-Sandals, décédée en 1911, a prié dans l'église pendant 16 ans.

### Fermeture
Après la Révolution d'Octobre, l'Église des Douleurs n'a pas été fermée, même si en janvier 1918 son recteur, l'archiprêtre Piotr Skipetrov, a été abattu lors d'un conflit avec un détachement de marins révolutionnaires envoyés à la Laure Alexandre Nevski, et en 1922, des objets de valeur y furent saisis, dont la chasuble de l'icône miraculeuse.
L'église a fonctionné jusqu'en novembre 1932. Il était prévu de transférer son bâtiment à l'usine bolchevique, mais en 1933 il fut démantelé. La chapelle Tikhvine a été préservée et jusqu'en 1938, elle a servi d'église de rénovationisme, après quoi elle a été transférée à l'usine de produits en caoutchouc Gummilat. L'icône a été conservée par les croyants et, à la fin des années 1940, elle a été transférée à l'église de la Sainte-Trinité.

## État actuel

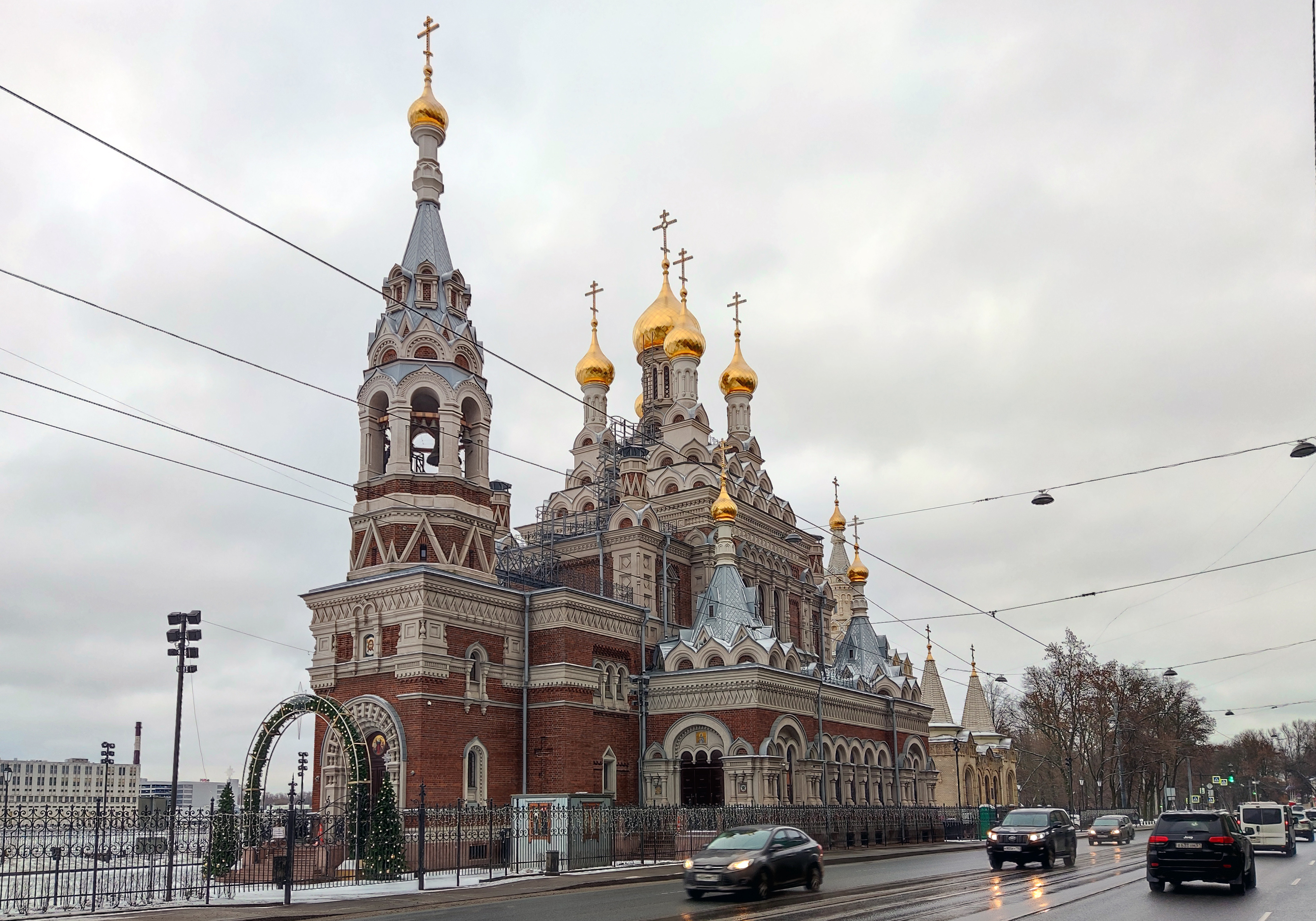
Église recréée. Photo de 2023

La chapelle Tikhvine a été restituée aux croyants et, depuis 1992, elle fonctionne comme un temple en l'honneur de l'icône de la Mère de Dieu « La joie de tous ceux qui souffrent ». La restauration de l'église des Douleurs sur la base de dessins d'archives et de photographies a commencé en 2017. Le 18 janvier 2019, les croix ont été consacrées. Le 5 août 2019, l'icône miraculeuse  est revenue dans l'église pour la première fois pendant une journée.
À l'automne 2020, l'église a été reconstruite, la décoration intérieure a été achevée - les peintures devant être terminées d'ici fin 2022.

## Littérature
- Volskaya T.V. À propos de l'église des Douleurs dans le village de la verrerie de Saint-Pétersbourg // Pratique encyclopédique : matériaux et recherche : Collection d'articles et de documents scientifiques. - Saint-Pétersbourg : Scriptorium, 2016. P. 55-73.
- Antonova E. Pierre Skipetrov. Chemin de Croix du Hiéromartyr. Vladimir : Arkaïm, 2018. 95 p. (ISBN 978-5-93767-265-0). — 500 exemplaires.